# Albert Stutzer
Albert Stutzer, född 4 mars 1849 i Semmenstedt, Braunschweig, död 1923 i Godesberg, var en tysk lantbrukskemist.
Stutzer var 1877-98 föreståndare för lantbruksförsöksstationen i Bonn, 1898-99 professor vid Breslau universitets lantbruksinstitut samt 1900-16 professor i Königsberg. Han var främst verksam på lantbrukskemins och utfodringslärans områden och författade bland annat de populärt inriktade handböckerna Düngerlehre (artonde upplagan 1912), Futterungslehre (femte upplagan 1912), Die Behandlung und Anwendung des Stalldüngers (tredje upplagan 1909), Berechnung der Futterrationen (tredje upplagan 1910) och Die menschlichen Nahrungs- und Genussmittel (andra upplagan 1912). Han invaldes som utländsk ledamot av svenska Lantbruksakademien 1896.